# Kiang východní
Kiang východní (Equus kiang holdereri) je největší z divokých asijských oslů a společně se zebrou Grévyho také největším žijícím divokým koňovitým druhem. Žije na náhorních plošinách jižní části střední Asie v nadmořských výškách 4000–5500 metrů.

## Výskyt
Jeho současný výskyt je od východního Tibetu až po jižní Čínu. Ostatní obecné názvy pro tento druh jsou tibetský divoký osel, khyang a gorkhar.

## Taxonomie
Délka těla je 210 cm, výška v kohoutku je asi 130–150 cm, délka ocasu je 50 cm, váha se pohybuje mezi 250–400 kg. Zatímco samci váží až 400 kg samice jen 250–300 kg. Barva srsti je tmavě hnědá.

### Synonyma
- Equus (Asinus) kiang holdereri
- Equus hemionus holdereri
- Equus kiang tafeli
- Microhippus tafeli

## Chování
Žere trávu, zejména rod kavyl, listy a větvičky keřů. Žije ve stádech od 5–20 jedinců, dožívá se až 20 let.